# Großer Ulmensplintkäfer
Der Große Ulmensplintkäfer  (Scolytus scolytus) ist ein Rüsselkäfer aus der Unterfamilie der Borkenkäfer (Scolytinae). Da er seine Brutsysteme in der Rinde der Wirtsbäume anlegt, wird er den Rindenbrütern zugerechnet.

## Merkmale
Die Käfer werden 3 bis 6 Millimeter lang und haben einen walzenförmigen Körper. Der Halsschild ist hauptsächlich an den Seiten fein punktiert. Es verdeckt von oben gesehen nicht den Kopf. Die Stirn ist flach und ohne Längskiel. Die rotbraun gefärbten Flügeldecken tragen zwei Arten von Punktreihen aus kleinen Vertiefungen. Dabei wechseln regelmäßige Punktreihen mit Reihen ab, die nur unregelmäßige Punkte tragen. Die Fühler und Beine sind rotbraun. Der Käfer ist ansonsten schwarz gefärbt. Das männliche Tier besitzt am Analsternit eine nach außen gezipfelte Haarbürste.

## Verbreitung
Die Art ist in Europa verbreitet, im Norden kommt sie bis Schweden vor.

## Lebensweise
Der Große Ulmensplintkäfer kommt vor allem an Ulmen (Ulmus), gelegentlich auch an Pappeln (Populus), Gemeiner Esche (Fraxinus excelsior), Korkeiche (Quercus suber), Hainbuche (Carpinus betulus), Walnuss (Juglans regia), Prunus amygdalus und Salix nigra vor. Er besiedelt die Rinde der Bäume auch im Bereich der Borke. Das Fraßbild ist ein relativ kurzer, zwei bis fünf, maximal zehn Zentimeter langer, einarmiger Muttergang (senkrechter Längsgang). Die Larvengänge zweigen von diesem seitlich ab. Es kommt zur Ausbildung von zwei Generationen im Jahr. Die Flugzeit ist von Ende Mai bis Juni und Ende August. Die Käfer fressen an den Abzweigestellen kleiner Äste und an der Basis der Blattstiele. Dabei und bei seinem Einbohren in die Rinde/Borke überträgt er Sporen des Schlauchpilzes Ceratocystis ulmi. Dieser Pilz, der in den 1960er-Jahren von Nordamerika mit infiziertem Holz auch nach Europa eingeführt wurde, führt zu einer Erkrankung des Baumes, dem Ulmensterben, und zieht meist den Tod des Wirtsbaumes nach sich.

## Bekämpfung
Eine Bekämpfung ist praktisch unmöglich, da den Tieren immer bruttaugliches Material zur Verfügung stehen wird. Befallene Bäume werden meist zu spät entdeckt. Befallsherde müssen, will man ein weiteres Ausbreiten eindämmen, vollständig beseitigt werden und die Rinde mit den Larven und Eiern sowie das infizierte Holz vernichtet werden. Vielerorts sind die Ulmen jedoch bereits am Pilz eingegangen und stehen somit nicht mehr als Wirtsbäume zur Verfügung. Es gibt Versuche im Anbau mit Resista-Ulmen, welche dem Pilz widerstehen sollen.